# Syneches macrothele
Syneches macrothele är en tvåvingeart som beskrevs av Smith 1969. Syneches macrothele ingår i släktet Syneches och familjen puckeldansflugor. Inga underarter finns listade i Catalogue of Life.